# John B. Taylor
John Brian Taylor (Yonkers, 8 dicembre 1946) è un economista statunitense.

## Biografia
Nato a Yonkers (Stato di New York) ha conseguito la laurea in economia presso l'Università di Princeton nel 1968 e poi nel 1973 il dottorato di ricerca (Ph.D) all'Università di Stanford. Si è poi dedicato all'insegnamento, dal 1973 al 1980 presso la Columbia University, in seguito alla Princeton University (dal 1980 al 1984), per poi rientrare alla Stanford.
Nel 1993 ha formulato la cosiddetta Regola di Taylor, che rappresenta il comportamento delle banche centrali nel determinare i tassi di interesse. Ha servito come sottosegretario al Dipartimento del Tesoro durante il primo mandato di George W. Bush.